# Швидка допомога (фільм)
Швидка допомога (англ. The Ambulance) — американський фільм 1990 року.

## Сюжет
Художник Джош Бейкер, який цілими днями малює комікси, вирішив прогулятися. На вулицях Нью-Йорка він зустрічає жінку на ім'я Шеріл, дуже схожу на одну з героїнь його коміксу. Несподівано їй стає погано і її забирає машина швидкої допомоги. Коли Джош захотів відвідати дівчину в лікарні, то з'ясувалося, що Шеріл там немає. Поліція вважає, що Джош втратив розум через свої комікси, і не бажає допомагати. Далі починають зникати інші жінки після поїздки на тій же самій швидкій. Джошу доводиться самому розгадувати цю таємницю.

## У ролях
| Актор            | Роль                      |
| ---------------- | ------------------------- |
| Ерік Робертс     | Джош Бейкер               |
| Джеймс Ерл Джонс | лейтенант Спенсер         |
| Меган Галлахер   | Сандра Маллой             |
| Ред Баттонс      | Еліас Захарія             |
| Джанін Тернер    | Шеріл                     |
| Ерік Браден      | доктор                    |
| Річард Брайт     | МакКлоскі                 |
| Джеймс Діксон    | детектив «Джаджхед» Райан |
| Джилл Гетсбі     | Джерілін                  |
| Мартін Бартер    | ватажок банди             |
| Лорен Лендон     | Петті                     |
| Нік Чінланд      | Уго                       |
| Метт Норклун     | водій швидкої допомоги    |
| Руді Джонс       | водій швидкої допомоги    |
| Стен Лі          | редактор Marvel Comics    |
| Макс             | санітар                   |
| Дебора Хедуолл   | медсестра Файнштейн       |
| Сьюзен Бломмарт  | реєстратор лікарні        |
| Беатрис Вінд     | старша медсестра          |
| Джордан Дервін   | працівник лікарні         |

## Ланки
- Швидка допомога на сайті IMDb (англ.)
- Швидка допомога на сайті AllMovie (англ.)